# Gavião Peixoto
Gavião Peixoto é um município brasileiro do estado de São Paulo, com uma população de 4 702 habitantes segundo o censo de 2022, contra 4 420 habitantes segundo o censo de 2010. O município é formado pela sede e pelo povoado de Nova Pauliceia.
Desde 2001, abriga as atividades de montagem final de aeronaves da Embraer, destinadas aos mercados executivos e de defesa.

## História
A formação administrativa de Gavião Peixoto remonta ao estabelecimento do distrito de Nova Pauliceia, pelo decreto-lei estadual nº 1328, de 31-10-1912, com sede no núcleo colonial de mesmo nome, no município de Araraquara. Nova Pauliceia, núcleo pioneiro de colonização, hoje é um povoado (bairro rural) de Gavião Peixoto. A sede do distrito é transferida para o núcleo de colonização de Gavião Peixoto em 05-12-1924, pela lei nº 1993, instituindo também a mudança de nomenclatura.
Gavião Peixoto é elevado a categoria de município em 27-12-1995, pela lei estadual nº 9330, desmembrado do município de Araraquara. Sendo o município efetivamente instalado em 01-01-1997.
A ferrovia, associada ao cultivo do café, foram os atributos que influenciaram a colonização das terras que hoje formam o município. Em 01-04-1908 chega ao núcleo colonial de Gavião Peixoto (estação localizada no Km 96,5 da linha) os trilhos da Companhia Estrada de Ferro do Dourado (Douradense) e, em 25-09-1908, a mesma linha alcança Nova Pauliceia (estação no Km 102,7). O trem possibilitou a incorporação econômica da região, que escoava sua produção pelos trilhos até o Porto de Santos, bem como o povoamento das terras localizadas nas barrancas do Rio Jacaré-Guaçu.

## Geografia
Com uma área de 243,7 Km², Gavião Peixoto localiza-se a uma latitude 21º50'20" sul e a uma longitude 48º29'41" oeste, estando a uma altitude de 515 metros. Os Biomas encontrados no município são o Cerrado e Mata Atlântica.

### Hidrografia
- Rio Jacaré Guaçu.
- Rio Itaquerê.

### Rodovias
- Estrada Municipal Dr. Nelson Barbieri (Gavião Peixoto a Araraquara)
- Estrada Municipal Leonardo Cruz (Gavião Peixoto a Vila Nova Paulicéia e a Nova Europa)
- Estrada Municipal Pref. Eng. José dos Santos (Gavião Peixoto a Ponte Alta, Pedra Branca e Boa Esperança do Sul)
- Avenida dos Lopes (Gavião Peixoto a Matão)
- Estrada Municipal Dr. Nelson Barbieri oferece acesso a SP-310 - Rodovia Washington Luís
- Estrada Municipal Leonardo Cruz e a Avenida dos Lopes conectam a SP-331 - Rodovia Deputado Vitor Maida
- Estrada Municipal Pref. Eng. José dos Santos liga com a SP-255 - Rodovia Comandante João Ribeiro de Barros

### Aeroporto
- Aeródromo de Gavião Peixoto

## Demografia

### População
| Crescimento populacional                             | Crescimento populacional | Crescimento populacional | Crescimento populacional |
| Ano                                                  | População Total          |                          | %±                       |
| ---------------------------------------------------- | ------------------------ | ------------------------ | ------------------------ |
| 2000                                                 | 4 126                    |                          | —                        |
| 2010                                                 | 4 419                    |                          | 7,1%                     |
| 2022                                                 | 4 702                    |                          | 6,4%                     |
| Est. 2024                                            | 4 797                    | [ 12 ]                   | 2,0%                     |
| Fontes: Censos Demográficos IBGE e Estimativas SEADE |                          |                          |                          |

### Dados demográficos
Dados do Censo - 2010
- População Total: 4.419
- Densidade demográfica (hab./km²): 18,13
- Mortalidade infantil até 1 ano (por mil): 14,49

### Economia e Trabalho
- PIB per capita (2017): R$177.213,56.
- Índice de Desenvolvimento Humano Municipal (IDHM) (2010): 0,719.
- Salário médio mensal dos trabalhadores formais (2017): 5,7 salários mínimos.
- Pessoal ocupado (2017): 3.741.
- População ocupada (2017): 78,9%.
- Percentual da população com rendimento nominal mensal per capita de até 1/2 salário mínimo (2010): 29,5%.

## Política e administração
Poder Executivo
O atual prefeito de Gavião Peixoto é Adriano Marçal (PSD) . Nascido em Santa Cruz das Palmeiras-SP, Adriano Marçal da Silva, filho de Benedito Marçal e Maria José Machado da Silva, é casado com Marcia Aparecida Salmeron Marçal da Silva, e pai de Adriano Marçal da Silva Júnior. Foi vereador, vice-prefeito por dois mandatos e assumiu a prefeitura de Gavião Peixoto na Gestão 2021-2024, pelo PTB, obtendo 1373 votos. O atual vice-prefeito é Romário Amaral (PSDB).
Poder Legislativo
O Poder Legislativo é representado pela câmara municipal, composta por nove vereadores com mandato de 4 anos. Cabe aos vereadores na Câmara Municipal de Gavião Peixoto, especialmente fiscalizar o orçamento do município, além de elaborar projetos de lei fundamentais à administração, ao Executivo e principalmente para beneficiar a comunidade.
- Presidentes da câmara: Josephina Alexandra Barsaglini Giro (2005/2006), Antonio Milton Azzolino (2007/2008), João Rufino Filho (2009/2010), Gregório Gulla Júnior (2011/2012), Joel Fera, do PRB (2013/2016)

## Infraestrutura

### Comunicações
O sistema de telefones automáticos foi inaugurado na cidade em 1982 pela Telecomunicações de São Paulo (TELESP), que também implantou o sistema de discagem direta à distância (DDD) em 1985 com o código de área (0162).
Na década de 90 o código DDD da cidade foi alterado para (016), para padronização do sistema telefônico com a telefonia celular que estava sendo implantada em todo o estado.

## Religião
O Cristianismo se faz presente na cidade da seguinte forma:

### Igreja Católica
O município pertence à Diocese de São Carlos.
- Paróquia Matriz Santo Antônio de Pádua

### Igrejas Evangélicas
Entre as igrejas protestantes históricas, pentecostais e neopentecostais, encontram-se na cidade:
- Assembleia de Deus Ministério do Belém.[24][25]
- Congregação Cristã no Brasil.[26]